# Quận Carlisle, Kentucky
Quận Carlisle là một quận thuộc tiểu bang Kentucky, Hoa Kỳ.
Quận này được đặt tên theo. Theo điều tra dân số của Cục điều tra dân số Hoa Kỳ năm 2000, quận có dân số người. Quận lỵ đóng ở.

## Địa lý
Theo Cục điều tra dân số Hoa Kỳ, quận có diện tích km2, trong đó có km2 là diện tích mặt nước.

## Thông tin nhân khẩu
Theo điều tra dân số 2 năm 2000 của Cục điều tra dân số Hoa Kỳ, quận đã có dân số có 5.351 người, 2.208 hộ gia đình, và 1.574 gia đình sống trong quận hạt. Mật độ dân số là 28 trên một dặm vuông (11 / km2). Có 2.490 đơn vị nhà ở với mật độ trung bình 13 trên một dặm vuông (5,0 / km 2). Cơ cấu chủng tộc của dân cư sinh sống trong quận này bao gồm 97,78% người da trắng, 0,95% da đen hay Mỹ gốc Phi, 0,41% người Mỹ bản xứ, 0,07% ở châu Á, 0,22% từ các chủng tộc khác, và 0,56% từ hai hoặc nhiều chủng tộc. 0,82% dân số là người Hispanic hay Latino thuộc một chủng tộc nào.
Có 2.208 hộ, trong đó 30,60% có trẻ em dưới 18 tuổi sống chung với họ, 58,50% là đôi vợ chồng sống với nhau, 9,30% có một chủ hộ nữ và không có chồng, và 28,70% là không lập gia đình. 26,30% hộ gia đình đã được tạo ra từ các cá nhân và 13,10% có người sống một mình 65 tuổi hoặc lớn tuổi hơn. Cỡ hộ trung bình là 2,40 và cỡ gia đình trung bình là 2,88.
Trong dân số quận đã đạt mức trải ra với 23,40% dưới độ tuổi 18, 7,80% 18-24, 26,40% 25-44, 24,10% từ 45 đến 64, và 18,30% từ 65 tuổi trở lên người. Độ tuổi trung bình là 40 năm. Đối với mỗi 100 nữ có 95,20 nam giới. Đối với mỗi 100 nữ 18 tuổi trở lên, đã có 92,90 nam giới.
Thu nhập trung bình cho một hộ gia đình trong quận đã đạt mức USD 30.087, và thu nhập trung bình cho một gia đình là USD 33.433. Phái nam có thu nhập trung bình USD 29.523 so với 19.792 USD của phái nữ. Thu nhập bình quân đầu người của dân cư quận là 16.276 USD. Có 10,50% gia đình và 13,10% dân số sống dưới mức nghèo khổ, bao gồm 17,40% những người dưới 18 tuổi và 11,00% của những người 65 tuổi hoặc hơn.